# Ptilodactyla celebensis
Ptilodactyla celebensis is een keversoort uit de familie Ptilodactylidae. De wetenschappelijke naam van de soort is voor het eerst geldig gepubliceerd in 1916 door Pic.